# Liste der meistverkauften durch den BVMI zertifizierten Musikalben in Deutschland

Logo von Dirty Dancing

Die Liste der meistverkauften durch den BVMI zertifizierten Musikalben in Deutschland ist eine Übersicht aller Musikalben, die in Deutschland Gold- und Platinauszeichnungen des Bundesverbands der Musikindustrie (BVMI) für über eine Million verkaufte Exemplare (Millionenseller) erhalten haben. Als Interessensvertreter der deutschen Musikindustrie vergibt dieser Verband seit 1975 derartige Zertifizierungen für kommerziell erfolgreiche Musikalben. Das erfolgreichste ausgezeichnete Werk ist ein Filmsoundtrack und wurde im Jahr 1987 veröffentlicht. Der Soundtrack zu Dirty Dancing verkaufte sich über 3,25 Millionen Mal. Die ältesten ausgezeichneten Werke stammen aus dem Jahr 1973 und kommen von den Beatles (1962–1966 und 1967–1970) und Pink Floyd (The Dark Side of the Moon). Die ersten Millionenseller wurden 1978 ausgezeichnet. Die beiden Alben Nightflight to Venus (Boney M.) und Saturday Night Fever: The Original Movie Sound Track (Bee Gees/Verschiedene Interpreten) konnten in dem Jahr die Eine-Million-Marke überschreiten.

## Hinweise zur Interpretation der aufgeführten Statistiken
Diese Liste beinhaltet Interpreten, deren Musikalben vom BVMI ausgezeichnet wurden. Der BVMI vergibt offiziell Gold- und Platinauszeichnungen seit dem 1. Januar 1975 für Audioprodukte. Die betroffenen Plattenfirmen müssen die Zertifizierungen beantragen, eine automatische Vergabe der Auszeichnungen erfolgt nicht. Es erfolgten bereits vor dem Jahr 1975 Plattenauszeichnungen durch den jeweiligen Tonträgerhersteller, allerdings nicht nach einheitlichen und offiziell geprüften Kriterien. Nach einer Richtlinie vom 1. Januar 1976 wird die Anzahl der gewerteten Verkäufe nach den an den Handel verkauften Einheiten ermittelt, die der GEMA oder einer anderen Verwertungsgesellschaft der Urheber als Inlandsverkäufe gemeldet wurden. Der Artikel enthält ebenfalls externe Verkaufszahlen – deren Angabe nicht durch eine BVMI-Auszeichnung erfolgte – wenn diese nachweislich aus vertrauenswürdigen Quellen stammen.
Die Musikalben finden sich in der nachfolgenden Tabelle absteigend nach ihren zertifizierten Verkäufen sowie aufsteigend nach dem Veröffentlichungsjahr wieder. In der Tabelle finden sich Informationen über die Albentitel, die Interpreten, die Albumart, das Veröffentlichungsjahr („Jahr VÖ“) sowie das Jahr der Höchstauszeichnung („Jahr Ausz.“), die Höchstauszeichnung und die Höhe der zertifizierten Verkäufe wieder. Die Liste berücksichtigt alle Typen von Musikalben der populären Musik wie unter anderem Studioalben, Livealben, Kompilationen oder auch Soundtracks. Nicht in der Liste enthalten sind Hörbücher oder auch Kinderhörspiele. Bei den Angaben in der Spalte „Zertifizierte Verkäufe“ handelt es sich um eine Mindestanzahl an verkauften Tonträgern des jeweiligen Werkes. Da für die Auszeichnungen feste Verleihungsgrenzen bestehen, können die reellen Verkäufe der jeweiligen Tonträger etwas höher – also zwischen der ausgezeichneten und der nächsten Verleihungsgrenze – ausfallen.
Darüber hinaus fließen bei Musikalben deren Erstveröffentlichung nach dem 1. Januar 2016 erfolgten auch Musikstreamings mit in die Absatzstatistik ein. Es fließen jedoch nur „Premium-Streamings“ der entsprechenden Online-Musikdienste mit einem bestimmten „Umrechnungsfaktor“ ein. Für die Berechnung des Albumäquivalents werden nur die zwölf meistgespielten Titel eines Albums gewertet. Die beiden meistgespielten Stücke werden dabei nicht mit den tatsächlich erzielten „Streams“ berücksichtigt, sondern nur mit der durchschnittlichen Menge der zehn folgenden Titel. Die hierbei ermittelten Premium-Streamings – die über 30 Sekunden gestreamt wurden – wurden im Zeitraum vom 1. Januar 2016 bis zum 5. April 2018 mit einem Faktor von 1000:1 und seit dem 6. April 2018 mit einem Faktor von 2000:1 bei Musikalben berücksichtigt.

## Problematik
Da die BVMI erst seit dem 1. Januar 1975 Gold- und Platinauszeichnungen verleiht, kommt es dazu, dass Musikalben, deren Höhepunkt vor 1975 lag, kaum in dieser Liste auftauchen. Des Weiteren werden nur diejenigen vielverkauften Bild- und Tonträger ausgezeichnet, die bei der BVMI angemeldet und registriert wurden und daher Gold- und/oder Platinauszeichnungen erhielten.

## Verleihungsgrenzen der Tonträgerauszeichnungen
Seit dem 24. September 1999 finden – aufgrund abnehmender Verkaufszahlen – in unregelmäßigen Abständen Anpassungen der Verleihungsgrenzen für Musikalben statt. Die Auszeichnungen richten sich nach dem jeweiligen Veröffentlichungsdatum des Tonträgers, nicht nach dem Datum der Zertifizierung. So wird beispielsweise ein Album, das 1980 erschien, heutzutage mit einer Goldenen Schallplatte für über 250.000 und nicht für 100.000 verkaufte Einheiten ausgezeichnet.
In Deutschland gibt es die Besonderheit, dass zwischen den Platin-Auszeichnungen nochmals Goldene Schallplatten verliehen werden. Einzig die AMPROFON in Mexiko verfolgt auch dieses Verleihungssystem. Üblicherweise erfolgen zwischen den einzelnen Platin-Schallplatten keine weiteren Auszeichnungen, bis zur Verleihung einer Diamantenen Schallplatte. In Deutschland werden ebendiese für Musikalben und Singles verliehen, alle anderen Tonträger werden in Deutschland nicht mit Diamantenen Schallplatten ausgezeichnet. In Ländern wie Polen stellt die Diamantene Schallplatte die höchste Auszeichnungsstufe dar. In Deutschland ist dies nicht der Fall. Erhält beispielsweise ein Album von der BVMI eine Diamant-Auszeichnung für 750.000 verkaufte Exemplare, erreicht später jedoch die 800.000-Marke, wird die Diamant-Auszeichnung von einer vierfachen Platin-Auszeichnung als Höchstauszeichnung abgelöst. Genrespezifisch erfolgen für Comedy- und Jazztonträger eigene Verleihungen. Die Verleihungsgrenzen für Comedyalben sind identisch denen der regulären Musikalben. Der Jazz-Award verfügt über eigene Verleihungsgrenzen.
| Auszeichnung | bis 24. September 1999 | bis 31. Dezember 2002 | bis 29. Juni 2023 | seit 30. Juni 2023 |
| ------------ | ---------------------- | --------------------- | ----------------- | ------------------ |
| Gold         | 250.000                | 150.000               | 100.000           | 75.000             |
| Platin       | 500.000                | 300.000               | 200.000           | 150.000            |
| 3× Gold      | 750.000                | 450.000               | 300.000           | 225.000            |
| 2× Platin    | 1.000.000              | 600.000               | 400.000           | 300.000            |
| …            |                        |                       |                   |                    |
| Diamant      | —                      | —                     | 750.000           | 750.000            |

| Auszeichnung | Verkäufe |
| ------------ | -------- |
| Gold         | 10.000   |
| Platin       | 20.000   |
| 3× Gold      | 30.000   |
| 2× Platin    | 40.000   |
| …            |          |

## Alben geordnet nach zertifizierten Tonträgerverkäufen
- Rang: gibt die Reihenfolge der Musikalben wieder. Diese wird durch die Höhe der „zertifizierten Verkäufe“ bestimmt.
- Jahr VÖ: das Jahr, in dem das Musikalbum erstmals veröffentlicht wurde.
- Jahr Ausz.: das Jahr, in dem letztmals eine Gold- und Platinauszeichnung erfolgte.
- Titel: gibt den Titel des Musikalbums wieder.
- Art: gibt an, um welche Art Musikalbum er sich handelt:
  - Kompilation (Ko.)
  - Livealbum (Li.)
  - Soundtrack (So.)
  - Studioalbum (St.)
- Interpret: gibt wieder, welche Interpreten an dem Musikalbum beteiligt sind.
- Auszeichnung: gibt die Höchstauszeichnung der verliehenen Gold- und Platinauszeichnungen wieder.
- Zertifizierte Verkäufe: gibt die Verleihungsgrenze der „Auszeichnungen“ wieder.

| Rang | Jahr VÖ | Jahr Ausz. | Titel                                                   | Art | Interpret                                  | Auszeichnung        | Zertifizierte Verkäufe |
| ---- | ------- | ---------- | ------------------------------------------------------- | --- | ------------------------------------------ | ------------------- | ---------------------- |
| 1    | 1987    | 2021       | Dirty Dancing (O.S.T.)                                  | So. | Verschiedene Interpreten                   | 13× Gold            | 3,25 Millionen         |
| 2    | 2002    | 2005       | Mensch                                                  | St. | Herbert Grönemeyer                         | 21× Gold            | 3,15 Millionen         |
| 3    | 1989    | 1994       | … But Seriously                                         | St. | Phil Collins                               | 6× Platin           | 3 Millionen            |
| 3    | 1994    | 1995       | Over the Hump                                           | St. | The Kelly Family                           | 9× Gold             | 3 Millionen            |
| 5    | 1968    | 19??       | Heintje                                                 | St. | Heintje                                    | 9× Gold + 1× Platin | 2,75 Millionen         |
| 5    | 1984    | 2011       | 4630 Bochum                                             | St. | Herbert Grönemeyer                         | 11× Gold            | 2,75 Millionen         |
| 7    | 2013    | 2023       | Farbenspiel                                             | St. | Helene Fischer                             | 13× Platin          | 2,6 Millionen          |
| 8    | 2001    | 2024       | Best Of                                                 | Ko. | Andrea Berg                                | 17× Gold            | 2,55 Millionen         |
| 9    | 1991    | 1994       | We Can’t Dance                                          | St. | Genesis                                    | 5× Platin           | 2,5 Millionen          |
| 9    | 1992    | 2008       | ABBA Gold – Greatest Hits                               | Ko. | ABBA                                       | 5× Platin           | 2,5 Millionen          |
| 11   | 1988    | 2010       | Tracy Chapman                                           | St. | Tracy Chapman                              | 9× Gold             | 2,25 Millionen         |
| 11   | 1991    | 2008       | Greatest Hits II                                        | Ko. | Queen                                      | 9× Gold             | 2,25 Millionen         |
| 13   | 1973    | 1994       | 1962–1966                                               | Ko. | The Beatles                                | 4× Platin           | 2 Millionen            |
| 13   | 1979    | 1994       | The Wall                                                | St. | Pink Floyd                                 | 4× Platin           | 2 Millionen            |
| 13   | 1987    | 1995       | Bad                                                     | St. | Michael Jackson                            | 4× Platin           | 2 Millionen            |
| 13   | 1991    | 2019       | Metallica                                               | St. | Metallica                                  | 4× Platin           | 2 Millionen            |
| 13   | 1991    | 1993       | Dangerous                                               | St. | Michael Jackson                            | 4× Platin           | 2 Millionen            |
| 13   | 1995    | 1997       | Bocelli                                                 | St. | Andrea Bocelli                             | 4× Platin           | 2 Millionen            |
| 13   | 1995    | 1996       | Abenteuerland                                           | St. | Pur                                        | 4× Platin           | 2 Millionen            |
| 13   | 1996    | 1999       | Alles                                                   | Ko. | Wolfgang Petry                             | 4× Platin           | 2 Millionen            |
| 13   | 2010    | 2015       | Best of Helene Fischer                                  | Ko. | Helene Fischer                             | 10× Platin          | 2 Millionen            |
| 22   | 2010    | 2017       | Große Freiheit                                          | St. | Unheilig                                   | 9× Platin           | 1,8 Millionen          |
| 23   | 1981    | 2005       | Face Value                                              | St. | Phil Collins                               | 7× Gold             | 1,75 Millionen         |
| 23   | 1988    | 2007       | Ö                                                       | St. | Herbert Grönemeyer                         | 7× Gold             | 1,75 Millionen         |
| 23   | 1991    | 2008       | Greatest Hits                                           | Ko. | Queen                                      | 7× Gold             | 1,75 Millionen         |
| 23   | 1991    | 2008       | Joyride                                                 | St. | Roxette                                    | 7× Gold             | 1,75 Millionen         |
| 23   | 1994    | 2005       | Affentheater                                            | St. | Marius Müller-Westernhagen                 | 7× Gold             | 1,75 Millionen         |
| 28   | 1992    | 1993       | The Bodyguard: Original Soundtrack Album                | So. | Whitney Houston / Verschiedene Interpreten | 3× Platin           | 1,7 Millionen          |
| 29   | 2000    | 2007       | 1                                                       | Ko. | The Beatles                                | 11× Gold            | 1,65 Millionen         |
| 30   | 2011    | 2013       | 21                                                      | St. | Adele                                      | 8× Platin           | 1,6 Millionen          |
| 31   | 1968    | 19??       | Weihnachten mit Heintje                                 | St. | Heintje                                    | 6× Gold             | 1,5 Millionen          |
| 31   | 1973    | 1993       | The Dark Side of the Moon                               | St. | Pink Floyd                                 | 3× Platin           | 1,5 Millionen          |
| 31   | 1972    | 1980       | Simon and Garfunkel’s Greatest Hits                     | Ko. | Simon & Garfunkel                          | 3× Platin           | 1,5 Millionen          |
| 31   | 1973    | 1993       | 1967–1970                                               | Ko. | The Beatles                                | 3× Platin           | 1,5 Millionen          |
| 31   | 1977    | 1978       | Saturday Night Fever: The Original Movie Sound Track    | So. | Bee Gees / Verschiedene Interpreten        | 3× Platin           | 1,5 Millionen          |
| 31   | 1982    | 1995       | Thriller                                                | St. | Michael Jackson                            | 3× Platin           | 1,5 Millionen          |
| 31   | 1984    | 1994       | Private Dancer                                          | St. | Tina Turner                                | 3× Platin           | 1,5 Millionen          |
| 31   | 1985    | 1989       | Movin’                                                  | St. | Jennifer Rush                              | 3× Platin           | 1,5 Millionen          |
| 31   | 1985    | 2005       | No Jacket Required                                      | St. | Phil Collins                               | 3× Platin           | 1,5 Millionen          |
| 31   | 1987    | 2012       | Winterkinder … auf der Suche nach Weihnachten           | St. | Rolf Zuckowski und seine Freunde           | 3× Platin           | 1,5 Millionen          |
| 31   | 1990    | 1996       | Live                                                    | Li. | Marius Müller-Westernhagen                 | 3× Platin           | 1,5 Millionen          |
| 31   | 1990    | 1991       | Reim                                                    | St. | Matthias Reim                              | 3× Platin           | 1,5 Millionen          |
| 31   | 1990    | 1995       | Serious Hits… Live!                                     | Li. | Phil Collins                               | 3× Platin           | 1,5 Millionen          |
| 31   | 1993    | 1994       | Both Sides                                              | St. | Phil Collins                               | 3× Platin           | 1,5 Millionen          |
| 31   | 1993    | 1994       | Happy Nation                                            | St. | Ace of Base                                | 3× Platin           | 1,5 Millionen          |
| 31   | 1993    | 1996       | Seiltänzertraum                                         | St. | Pur                                        | 3× Platin           | 1,5 Millionen          |
| 31   | 1994    | 1996       | The Lion King: Original Motion Picture Soundtrack       | So. | Verschiedene Interpreten                   | 3× Platin           | 1,5 Millionen          |
| 31   | 1995    | 1997       | HIStory – Past, Present and Future Book I               | St. | Michael Jackson                            | 3× Platin           | 1,5 Millionen          |
| 31   | 1995    | 2008       | Made in Heaven                                          | St. | Queen                                      | 3× Platin           | 1,5 Millionen          |
| 31   | 1997    | 1999       | Let’s Talk About Love                                   | St. | Céline Dion                                | 3× Platin           | 1,5 Millionen          |
| 31   | 1997    | 1999       | Eros                                                    | Ko. | Eros Ramazzotti                            | 3× Platin           | 1,5 Millionen          |
| 31   | 1998    | 2000       | Ray of Light                                            | St. | Madonna                                    | 3× Platin           | 1,5 Millionen          |
| 31   | 2001    | 2007       | Swing When You’re Winning                               | St. | Robbie Williams                            | 5× Platin           | 1,5 Millionen          |
| 31   | 2008    | 2023       | Stadtaffe                                               | St. | Peter Fox                                  | 15× Gold            | 1,5 Millionen          |
| 55   | 2012    | 2018       | Bis ans Ende der Welt                                   | St. | Santiano                                   | 13× Gold            | 1,3 Millionen          |
| 56   | 1977    | 2006       | Rumours                                                 | St. | Fleetwood Mac                              | 5× Gold             | 1,25 Millionen         |
| 56   | 1978    | 1979       | Grease: The Original Soundtrack from the Motion Picture | So. | Verschiedene Interpreten                   | 5× Gold             | 1,25 Millionen         |
| 56   | 1979    | 2004       | Weihnachten mit Andrea Jürgens                          | St. | Andrea Jürgens                             | 5× Gold             | 1,25 Millionen         |
| 56   | 1991    | 1996       | Stars                                                   | St. | Simply Red                                 | 5× Gold             | 1,25 Millionen         |
| 56   | 1991    | 1996       | Use Your Illusion II                                    | St. | Guns n’ Roses                              | 5× Gold             | 1,25 Millionen         |
| 56   | 1991    | 2006       | Out of Time                                             | St. | R.E.M.                                     | 5× Gold             | 1,25 Millionen         |
| 56   | 1991    | 2011       | Automatic for the People                                | St. | R.E.M.                                     | 5× Gold             | 1,25 Millionen         |
| 56   | 1991    | 2021       | Greatest Hits                                           | Ko. | Eurythmics                                 | 5× Gold             | 1,25 Millionen         |
| 56   | 1992    | 2007       | 1492: Conquest of Paradise                              | So. | Vangelis                                   | 5× Gold             | 1,25 Millionen         |
| 56   | 1992    | 2006       | Unplugged                                               | Li. | Eric Clapton                               | 5× Gold             | 1,25 Millionen         |
| 56   | 1996    | 1998       | Falling into You                                        | St. | Céline Dion                                | 5× Gold             | 1,25 Millionen         |
| 56   | 1996    | 2019       | Load                                                    | St. | Metallica                                  | 5× Gold             | 1,25 Millionen         |
| 56   | 1997    | 1998       | Titanic: Music from the Motion Picture                  | So. | James Horner                               | 5× Gold             | 1,25 Millionen         |
| 56   | 1997    | 2020       | ReLoad                                                  | St. | Metallica                                  | 5× Gold             | 1,25 Millionen         |
| 56   | 1997    | 2023       | Sehnsucht                                               | St. | Rammstein                                  | 5× Gold             | 1,25 Millionen         |
| 56   | 1998    | 1999       | Back for Good                                           | St. | Modern Talking                             | 5× Gold             | 1,25 Millionen         |
| 56   | 1998    | 1999       | Radio Maria                                             | St. | Marius Müller-Westernhagen                 | 5× Gold             | 1,25 Millionen         |
| 73   | 2002    | 2004       | Escapology                                              | St. | Robbie Williams                            | 4× Platin           | 1,2 Millionen          |
| 73   | 2006    | 2024       | Loose                                                   | St. | Nelly Furtado                              | 6× Platin           | 1,2 Millionen          |
| 73   | 2006    | 2010       | Back to Black                                           | St. | Amy Winehouse                              | 6× Platin           | 1,2 Millionen          |
| 73   | 2007    | 2010       | Vom selben Stern                                        | St. | Ich + Ich                                  | 6× Platin           | 1,2 Millionen          |
| 73   | 2008    | 2024       | The Fame                                                | St. | Lady Gaga                                  | 6× Platin           | 1,2 Millionen          |
| 73   | 2013    | 2018       | Mit den Gezeiten                                        | St. | Santiano                                   | 6× Platin           | 1,2 Millionen          |
| 73   | 2015    | 2017       | 25                                                      | St. | Adele                                      | 6× Platin           | 1,2 Millionen          |
| 73   | 2015    | 2018       | Weihnachten                                             | St. | Helene Fischer                             | 6× Platin           | 1,2 Millionen          |
| 81   | 1997    | 1997       | Klappe die 2te                                          | St. | Tic Tac Toe                                | 2× Platin           | 1,1 Millionen          |
| 81   | 2003    | 2003       | United                                                  | St. | DSDS-Allstars 2003                         | 11× Gold            | 1,1 Millionen          |
| 81   | 2005    | 2006       | Intensive Care                                          | St. | Robbie Williams                            | 11× Gold            | 1,1 Millionen          |
| 81   | 2006    | 2011       | Das große Leben                                         | St. | Rosenstolz                                 | 11× Gold            | 1,1 Millionen          |
| 81   | 2011    | 2014       | MTV Unplugged – Live aus dem Hotel Atlantic             | Li. | Udo Lindenberg                             | 11× Gold            | 1,1 Millionen          |
| 81   | 2015    | 2019       | Muttersprache                                           | St. | Sarah Connor                               | 11× Gold            | 1,1 Millionen          |
| 87   | 1999    | 2000       | All the Way… A Decade of Song                           | Ko. | Céline Dion                                | 7× Gold             | 1,05 Millionen         |
| 87   | 2000    | 2005       | So weit … – Best Of                                     | Ko. | Marius Müller-Westernhagen                 | 7× Gold             | 1,05 Millionen         |
| 87   | 2001    | 2002       | Elle’ments                                              | St. | No Angels                                  | 7× Gold             | 1,05 Millionen         |
| 90   | 1975    | 1992       | Greatest Hits                                           | Ko. | Cat Stevens                                | 2× Platin           | 1 Million              |
| 90   | 1976    | 2004       | Arrival                                                 | St. | ABBA                                       | 2× Platin           | 1 Million              |
| 90   | 1977    | 2012       | Rolfs Vogelhochzeit                                     | St. | Rolf Zuckowski                             | 2× Platin           | 1 Million              |
| 90   | 1978    | 1991       | Mit Pfefferminz bin ich dein Prinz                      | St. | Marius Müller-Westernhagen                 | 2× Platin           | 1 Million              |
| 90   | 1978    | 1978       | Nightflight to Venus                                    | St. | Boney M.                                   | 2× Platin           | 1 Million              |
| 90   | 1979    | 1980       | Der ostfriesische Götterbote                            | Li. | Otto Waalkes                               | 2× Platin           | 1 Million              |
| 90   | 1980    | 2003       | Back in Black                                           | St. | AC/DC                                      | 2× Platin           | 1 Million              |
| 90   | 1980    | 1981       | Revanche                                                | St. | Peter Maffay                               | 2× Platin           | 1 Million              |
| 90   | 1980    | 2004       | Super Trouper                                           | St. | ABBA                                       | 2× Platin           | 1 Million              |
| 90   | 1981    | 1998       | Für usszeschnigge!                                      | St. | BAP                                        | 2× Platin           | 1 Million              |
| 90   | 1982    | 1994       | Hello, I Must Be Going!                                 | St. | Phil Collins                               | 2× Platin           | 1 Million              |
| 90   | 1982    | 1989       | Rock Classics                                           | St. | Peter Hofmann                              | 2× Platin           | 1 Million              |
| 90   | 1982    | 2004       | Vun drinne noh drusse                                   | St. | BAP                                        | 2× Platin           | 1 Million              |
| 90   | 1983    | 2022       | Tabaluga oder die Reise zur Vernunft                    | St. | Peter Maffay                               | 2× Platin           | 1 Million              |
| 90   | 1983    | 1990       | Weihnachten mit Roger Whittaker                         | St. | Roger Whittaker                            | 2× Platin           | 1 Million              |
| 90   | 1984    | 1989       | Born in the U.S.A.                                      | St. | Bruce Springsteen                          | 2× Platin           | 1 Million              |
| 90   | 1984    | 1985       | Ein Glück, daß es dich gibt                             | St. | Roger Whittaker                            | 2× Platin           | 1 Million              |
| 90   | 1984    | 1989       | Jennifer Rush                                           | St. | Jennifer Rush                              | 2× Platin           | 1 Million              |
| 90   | 1985    | 1985       | Brothers in Arms                                        | St. | Dire Straits                               | Platin              | 1 Million              |
| 90   | 1986    | 1991       | Break Every Rule                                        | St. | Tina Turner                                | 2× Platin           | 1 Million              |
| 90   | 1986    | 1987       | Into the Light                                          | St. | Chris de Burgh                             | 2× Platin           | 1 Million              |
| 90   | 1986    | 1993       | Sprünge                                                 | St. | Herbert Grönemeyer                         | 2× Platin           | 1 Million              |
| 90   | 1986    | 1987       | True Blue                                               | St. | Madonna                                    | 2× Platin           | 1 Million              |
| 90   | 1987    | 1989       | Heart over Mind                                         | St. | Jennifer Rush                              | 2× Platin           | 1 Million              |
| 90   | 1987    | 1994       | The Joshua Tree                                         | St. | U2                                         | 2× Platin           | 1 Million              |
| 90   | 1987    | 1995       | Tango in the Night                                      | St. | Fleetwood Mac                              | 2× Platin           | 1 Million              |
| 90   | 1988    | 2019       | …And Justice for All                                    | St. | Metallica                                  | 2× Platin           | 1 Million              |
| 90   | 1988    | 1999       | Look Sharp!                                             | St. | Roxette                                    | 2× Platin           | 1 Million              |
| 90   | 1988    | 2005       | Ancient Heart                                           | St. | Tanita Tikaram                             | 2× Platin           | 1 Million              |
| 90   | 1989    | 1996       | Crossroads                                              | St. | Tracy Chapman                              | 2× Platin           | 1 Million              |
| 90   | 1989    | 1990       | Foreign Affair                                          | St. | Tina Turner                                | 2× Platin           | 1 Million              |
| 90   | 1989    | 1993       | Halleluja                                               | St. | Marius Müller-Westernhagen                 | 2× Platin           | 1 Million              |
| 90   | 1989    | 1996       | The Best of Rod Stewart                                 | Ko. | Rod Stewart                                | 2× Platin           | 1 Million              |
| 90   | 1990    | 1991       | Herzilein                                               | St. | Wildecker Herzbuben                        | 2× Platin           | 1 Million              |
| 90   | 1990    | 1996       | MCMXC a.D.                                              | St. | Enigma                                     | 2× Platin           | 1 Million              |
| 90   | 1990    | 2001       | The Razors Edge                                         | St. | AC/DC                                      | 2× Platin           | 1 Million              |
| 90   | 1990    | 1992       | The Very Best of Elton John                             | Ko. | Elton John                                 | 2× Platin           | 1 Million              |
| 90   | 1990    | 1997       | The Very Best of the Bee Gees                           | Ko. | Bee Gees                                   | 2× Platin           | 1 Million              |
| 90   | 1991    | 1991       | Crazy World                                             | St. | Scorpions                                  | 2× Platin           | 1 Million              |
| 90   | 1991    | 1995       | Das Leben ist grausam                                   | St. | Die Prinzen                                | 2× Platin           | 1 Million              |
| 90   | 1991    | 1991       | Luxus                                                   | St. | Herbert Grönemeyer                         | 2× Platin           | 1 Million              |
| 90   | 1991    | 1993       | Use Your Illusion I                                     | St. | Guns n’ Roses                              | 2× Platin           | 1 Million              |
| 90   | 1991    | 1998       | Nevermind                                               | St. | Nirvana                                    | 2× Platin           | 1 Million              |
| 90   | 1992    | 1993       | Jaja                                                    | St. | Marius Müller-Westernhagen                 | 2× Platin           | 1 Million              |
| 90   | 1992    | 1997       | Pur Live                                                | Li. | Pur                                        | 2× Platin           | 1 Million              |
| 90   | 1993    | 1994       | So Far So Good                                          | Ko. | Bryan Adams                                | 2× Platin           | 1 Million              |
| 90   | 1993    | 1994       | Music Box                                               | St. | Mariah Carey                               | 2× Platin           | 1 Million              |
| 90   | 1993    | 1994       | Bat Out of Hell II: Back into Hell                      | St. | Meat Loaf                                  | 2× Platin           | 1 Million              |
| 90   | 1993    | 2022       | Tabaluga und Lilli                                      | St. | Peter Maffay                               | 2× Platin           | 1 Million              |
| 90   | 1993    | 2012       | Dezemberträume                                          | St. | Rolf Zuckowski                             | 2× Platin           | 1 Million              |
| 90   | 1993    | 2002       | Reich & sexy                                            | Ko. | Die Toten Hosen                            | 2× Platin           | 1 Million              |
| 90   | 1994    | 1995       | Cross Road – The Best Of                                | Ko. | Bon Jovi                                   | 2× Platin           | 1 Million              |
| 90   | 1994    | 2012       | Im Kindergarten                                         | St. | Rolf Zuckowski                             | 2× Platin           | 1 Million              |
| 90   | 1995    | 2001       | Greatest Hits                                           | Ko. | Bruce Springsteen                          | 2× Platin           | 1 Million              |
| 90   | 1995    | 2005       | Jagged Little Pill                                      | St. | Alanis Morissette                          | 2× Platin           | 1 Million              |
| 90   | 1995    | 2023       | Herzeleid                                               | St. | Rammstein                                  | 2× Platin           | 1 Million              |
| 90   | 1996    | 1997       | Tic Tac Toe                                             | St. | Tic Tac Toe                                | 2× Platin           | 1 Million              |
| 90   | 1996    | 1997       | Backstreet Boys                                         | St. | Backstreet Boys                            | 2× Platin           | 1 Million              |
| 90   | 1996    | 1997       | Almost Heaven                                           | St. | The Kelly Family                           | 2× Platin           | 1 Million              |
| 90   | 1996    | 2002       | Opium fürs Volk                                         | St. | Die Toten Hosen                            | 2× Platin           | 1 Million              |
| 90   | 1997    | 1997       | Backstreet’s Back                                       | St. | Backstreet Boys                            | 2× Platin           | 1 Million              |
| 90   | 1997    | 1998       | Nie genug                                               | St. | Wolfgang Petry                             | 2× Platin           | 1 Million              |
| 90   | 1998    | 1999       | Believe                                                 | St. | Cher                                       | 2× Platin           | 1 Million              |
| 90   | 1998    | 1998       | Mächtig viel Theater                                    | St. | Pur                                        | 2× Platin           | 1 Million              |
| 90   | 1998    | 1999       | Nicht von dieser Welt                                   | St. | Xavier Naidoo                              | 2× Platin           | 1 Million              |
| 90   | 1999    | 2000       | Hooray for Boobies                                      | St. | Bloodhound Gang                            | 5× Gold             | 1 Million              |
| 90   | 1999    | 2000       | Supernatural                                            | St. | Santana                                    | 2× Platin           | 1 Million              |
| 90   | 2003    | 2024       | Meteora                                                 | St. | Linkin Park                                | 5× Platin           | 1 Million              |
| 90   | 2007    | 2012       | This Is the Life                                        | St. | Amy Macdonald                              | 5× Platin           | 1 Million              |
| 90   | 2008    | 2009       | Black Ice                                               | St. | AC/DC                                      | 5× Platin           | 1 Million              |
| 90   | 2010    | 2017       | Schwerelos                                              | St. | Andrea Berg                                | 5× Platin           | 1 Million              |
| 90   | 2011    | 2017       | Abenteuer                                               | St. | Andrea Berg                                | 5× Platin           | 1 Million              |
| 90   | 2017    | 2024       | ÷                                                       | St. | Ed Sheeran                                 | 5× Platin           | 1 Million              |
| 90   | 2017    | 2018       | Helene Fischer                                          | St. | Helene Fischer                             | 5× Platin           | 1 Million              |

## Ranglisten
Die nachfolgenden Ranglisten geben Auskunft über die Interpreten mit den meisten Millionensellern, aus welchen Nationen die meisten Interpreten stammen sowie welche Albumart am verkaufstärksten ist.
Bei der Aufstellung „Millionenseller nach Herkunftsland“ gelten folgende Besonderheiten: Sind an einem Album mehrere Interpreten beteiligt, zählt die Nation jedes Interpreten als ganzer Punkt. Besitzt ein Interpret mehrere Staatsbürgerschaften beziehungsweise die Interpreten einer Gruppe stammen aus mehreren Ländern, so wird der Wert durch die Anzahl an vorhandenen Nationen geteilt. Verschiedene Interpreten sind in der Aufstellung nicht inbegriffen.
| Anzahl | Künstler                   |
| ------ | -------------------------- |
| 7      | Marius Müller-Westernhagen |
| 6      | Phil Collins               |
| 5      | Herbert Grönemeyer         |
| 4      | Helene Fischer             |
| 4      | Metallica                  |
| 4      | Michael Jackson            |
| 4      | Pur                        |
| 4      | Rolf Zuckowski             |
| 3      | ABBA                       |
| 3      | AC/DC                      |
| 3      | The Beatles                |
| 3      | Andrea Berg                |
| 3      | Céline Dion                |
| 3      | Peter Maffay               |
| 3      | Queen                      |
| 3      | Jennifer Rush              |
| 3      | Tina Turner                |
| 3      | Robbie Williams            |
| 2      | Adele                      |
| 2      | Backstreet Boys            |
| 2      | BAP                        |
| 2      | Bee Gees                   |
| 2      | Tracy Chapman              |
| 2      | Fleetwood Mac              |
| 2      | Guns n’ Roses              |
| 2      | Heintje                    |
| 2      | The Kelly Family           |
| 2      | Madonna                    |
| 2      | Wolfgang Petry             |
| 2      | Pink Floyd                 |
| 2      | R.E.M.                     |
| 2      | Rammstein                  |
| 2      | Roxette                    |
| 2      | Santiano                   |
| 2      | Bruce Springsteen          |
| 2      | Tic Tac Toe                |
| 2      | Die Toten Hosen            |
| 2      | Roger Whittaker            |

| Anzahl | Nation                 |
| ------ | ---------------------- |
| 61,0   | Deutschland            |
| 39,0   | Vereinigte Staaten     |
| 34,0   | Vereinigtes Königreich |
| 6,0    | Schweden               |
| 5,0    | Kanada                 |
| 4,0    | Australien             |
| 3,0    | Irland                 |
| 2,0    | Italien                |
| 2,0    | Niederlande            |
| 1,5    | Schweiz                |
| 1,0    | Griechenland           |
| 0,5    | Portugal               |

| Anzahl | Art           |
| ------ | ------------- |
| 130    | Studioalben   |
| 22     | Kompilationen |
| 7      | Soundtracks   |
| 6      | Livealben     |